# 熊谷博之
熊谷 博之（くまがい ひろゆき、1961年8月27日 - ）は、東日本放送（khb）のアナウンサー。
福島県須賀川市出身、東洋大学卒業、1987年に入社。血液型B型。

## 担当番組
- KHBスーパーベースボール他スポーツ中継(高校野球など)

※高校野球は長年、甲子園で「ふるさと応援実況」を務めていたが松本龍・岩崎心平が入社してからは宮城大会のみの実況・リポートを務めていた。
※朝日放送テレビの中邨雄二、伊藤史隆。九州朝日放送の西川恵三とともにふるさと応援実況の選考委員になっている。
- KHBニュース

## 過去の担当番組
- Sky・A STADIUM(東北楽天ゴールデンイーグルス戦実況)

※当時は系列ABCの関連会社Sky・Aで製作されており、ABCアナウンサーが阪神戦や高校野球で派遣不可能の場合担当していた、現在は製作体制が変わっているためCSでの実況は行っていない。
- ベガルタ仙台中継（主だったタイトルはない）

※ブランメル発足1年目は実況、以降は後輩の加川潤に譲りピッチリポーターで出演していた。